# Terminalia boivinii
Terminalia boivinii är en tvåhjärtbladig växtart som beskrevs av Louis René Tulasne. Terminalia boivinii ingår i släktet Terminalia och familjen Combretaceae. Inga underarter finns listade i Catalogue of Life.